# Brachymeria ancilla
Brachymeria ancilla  (лат.) — вид мелких паразитических наездников рода Brachymeria семейства Chalcididae. Впервые описан в 1960 году испанским(?) энтомологом Л. Маси.

## Распространение, описание
Эндемик Египта.
Точные сведения об описании таксона отсутствуют.

## Замечания по охране
Не значится в природоохранной базе Международного союза охраны природы.